# Anita Engels
Anita Engels (* 1969) ist eine deutsche Soziologin und Klimaforscherin. Sie ist W3 - Professorin für Soziologie, insbesondere Globalisierung, Umwelt und Gesellschaft, an der Universität Hamburg, Fachbereich Sozialwissenschaften, sowie Sprecherin des Exzellenzclusters Climate, Climatic Change, and Society (CLICCS). Zudem ist sie geschäftsführende Direktorin des Centrums für Globalisierung und Governance (CGG) und tätig am Centrum für Erdsystemforschung und Nachhaltigkeit (CEN) (beide an der Universität Hamburg).

## Werdegang
Engels studierte Soziologie an der Universität Bielefeld, wo sie 1999 mit einer Dissertation an der Schnittstelle von Entwicklungs-, Umwelt- und Wissenschaftssoziologie promovierte. 1999 bis 2001 schloss ein achtzehnmonatiger Postdoc-Aufenthalt am Institute for International Studies, Stanford University, an. Danach Mitarbeit in verschiedenen DFG-geförderten Projekten am Institut für Weltgesellschaft der Universität Bielefeld. Von 2005 bis 2009 war sie Juniorprofessorin für Soziologie an der Universität Hamburg, ab 2009 W3-Professorin. Im Herbst 2010 erhielt sie einen Ruf an die Universität Bielefeld auf die W3-Professur für Wissenschaftssoziologie, den sie ablehnte. Im Sommersemester 2011 war sie für ein Semester Visiting Scholar an der School of Education, Stanford University, im Sommersemester 2016 für ein Semester Visiting Scholar an der École des Hautes Études en Sciences Sociales.
Engels Forschungsschwerpunkte liegen im Bereich der soziologischen Klimaforschung, sozialwissenschaftlicher Globalisierungs- und Weltgesellschaftstheorien, der Wirtschaftssoziologie, der Entstehung „grüner“ Märkte, dem Emissionshandel und der Wissenschaftsforschung. Zurzeit erforscht sie u. a. die Entwicklung des CO2-Emissionshandelssystems in der Volksrepublik China.

## Publikationen (Auswahl)
- Engels, Anita 2016: "Anthropogenic climate change: how to understand the weak links between scientific evidence, public perception, and low-carbon practices." Energy and Emission Control Technologies 2016:4 17–26.
- Engels, Anita, Otto Hüther, Mike Schäfer, Hermann Held 2013: "Public climate-change skepticism, energy preferences and political participation", Global Environmental Change, Vol. 23, Issue 5, 1018–1027. doi:10.1016/j.gloenvcha.2013.05.008
- Engels, Anita, Beaufaÿs, Sandra, Kegen, Nadine V., Zuber, Stephanie 2015: Bestenauswahl und Ungleichheit. Eine soziologische Studie zu Wissenschaftlerinnen und Wissenschaftlern in der Exzellenzinitiative. Frankfurt a. M.: Campus.
- Beaufaÿs, Sandra, Engels, Anita, Kahlert, Heike (Hrsg.) 2012: Einfach Spitze? Neue Geschlechterperspektiven auf Karrieren in der Wissenschaft, Frankfurt a. M.: Campus.
- Engels, Anita, Knoll, Lisa (Hrsg.) 2012: Wirtschaftliche Rationalität. Soziologische Perspektiven, Wiesbaden: Springer VS.
- Weingart, Peter, Engels, Anita, Pansegrau, Petra 2007: Von der Hypothese zur Katastrophe. Der anthropogene Klimawandel im Diskurs zwischen Wissenschaft, Politik und Massenmedien, Opladen, Barbara Budrich (2. Auflage mit neuem Vorwort; 1. Auflage erschienen 2002 bei Leske+Budrich).
- Engels, Anita 2003: Die geteilte Umwelt. Ungleichheit, Konflikt und ökologische Selbstgefährdung in der Weltgesellschaft, Weilerswist, Velbrück Wissenschaft.
- Breit, Heiko, Engels, Anita, Moss, Timothy, Troja, Markus (eds.) 2003: How Institutions Change. Perspectives on Social Learning in Global and Local Environmental Contexts, Opladen, Leske+Budrich.

## Mitgliedschaften
- Seit 2019 Mitglied im Lenkungskreis der Wissenschaftsplattform Klimaschutz
- 2022 Mitglied der Akademie der Wissenschaften in Hamburg